# Volley Club Marcq-en-Barœul 2020-2021
Questa voce raccoglie le informazioni riguardanti il Volley Club Marcq-en-Barœul nelle competizioni ufficiali della stagione 2020-2021.

## Organigramma societario
Area direttiva
- Presidente: Vincent Joly

Area tecnica
- Allenatore: Thibaut Gosselin

## Rosa
| N° | Nome               | Ruolo | Data di nascita   | Nazionalità sportiva |
| -- | ------------------ | ----- | ----------------- | -------------------- |
| 1  | Karolina Goliat    | O     | 25 ottobre 1996   | Belgio               |
| 2  | Julie Mollinger    | S     | 27 settembre 1990 | Francia              |
| 3  | Manon Moreels      | S     | 22 marzo 2001     | Francia              |
| 4  | Kristina Jordanska | C     | 30 settembre 1988 | Bulgaria             |
| 5  | Vanessa Palacios   | L     | 3 luglio 1984     | Perù                 |
| 6  | Alessandra Guerra  | S     | 5 aprile 1981     | Brasile              |
| 7  | Aziliz Divoux      | P     | 3 gennaio 1995    | Belgio               |
| 10 | Chloé Lesenechal   | C/O   | 1º gennaio 1989   | Francia              |
| 11 | Clarivett Yllescas | C     | 11 agosto 1993    | Perù                 |
| 15 | Loane Motta Paes   | P     | 19 marzo 2000     | Francia              |
| 19 | Margarita Martínez | S     | 19 maggio 1995    | Colombia             |